# La Selle-en-Coglès
La Selle-en-Coglès is een gemeente in het Franse departement Ille-et-Vilaine (regio Bretagne) en telt 447 inwoners (1999). De plaats maakt deel uit van het arrondissement Fougères-Vitré. La Selle-en-Coglès is op 1 januari 2017 gefuseerd met de gemeenten Coglès en Montours tot de gemeente Les Portes du Coglais. 

Kerk van La Selle-en-Coglès
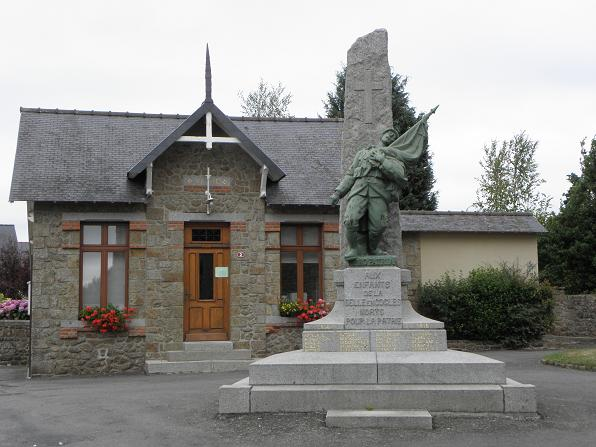
Gemeentehuis

## Geografie
De oppervlakte van La Selle-en-Coglès bedraagt 8,2 km², de bevolkingsdichtheid is 54,5 inwoners per km².
De onderstaande kaart toont de ligging van La Selle-en-Coglès met de belangrijkste infrastructuur en aangrenzende gemeenten.

## Demografie
Onderstaande figuur toont het verloop van het inwonertal (bron: INSEE-tellingen).